# Ampedus pallipes
Ampedus pallipes là một loài bọ cánh cứng trong họ Elateridae. Loài này được Kraatz miêu tả khoa học năm 1879.